# Lounská brána
Lounská brána byla jednou ze čtyř bran městského opevnění ve Slaném. Nacházela se na západním okraji centra města, v Husově ulici.
Brána vznikla nejspíše na počátku 14. století v souvislosti s budováním městských hradeb. Poprvé je zmiňována v roce 1371. Na rozdíl od Pražské brány nebyla tolik dekorována. Poničena byla během husitských válek (Husité na krátkou dobu Slaný obsadili.). Po požáru na začátku druhé poloviny 15. století byla rozsáhle přebudována a snížena.[zdroj?]
Opět byla přestavěna v polovině 16. století, kdy získala novou střechu. Ta byla jehlanovitého tvaru s věžičkami v rozích a s cimbuřím. Věž měla vlastní hodiny (od roku 1609). V roce 1614 uhodil do věže blesk a střecha musela být opravena.
Tento stav však netrval dlouho; v roce 1634 byla brána poškozena při rozsáhlém požáru města. Obnovena byla pouze provizorně a zůstala v chatrném stavu, který zapříčinila mimo jiné i probíhající třicetiletá válka. 
Brána byla zbourána v roce 1835; bourací práce byly zahájeny dne 25. května. Původní hodiny byly prodány do obce Tuchlovice pro potřeby místního kostela. Klíč od brány byl zakopán. V roce 1860 byl na pozemku, kde byl údajně zasypán zeminou, skutečně nalezen.
V roce 2015 byly během archeologického průzkumu, který se uskutečnil v souvislosti s přestavbou Husovy ulice, odhaleny základy brány.